# Ostrya trichocarpa
Ostrya trichocarpa  ist eine Pflanzenart aus der Gattung der Hopfenbuchen (Ostrya) innerhalb der Familie der Birkengewächse (Betulaceae). Sie ist ein Endemit in einem kleinen Gebiet in China.

## Beschreibung

### Vegetative Merkmale
Ostrya trichocarpa ist ein Baum, der Wuchshöhen von bis zu 18 Metern erreicht. Die Borke ist grau-braun. Die Rinde junger Zweige ist rötlich-braun und dicht, gelb sowie fein behaart.
Die wechselständig an den Zweigen angeordneten Laubblätter sind in Blattstiel und -spreite gegliedert. Der 3 bis 5 Millimeter lange Blattstiel ist dicht gelb-braun und fein behaart. Die einfache Blattspreite ist bei einer Länge von 5 bis 10,5 Zentimetern sowie einer Breite von 2,5 bis 5 Zentimetern  eiförmig bis eiförmig-elliptisch mit lang zugespitztem oberen Ende, mit einer mehr oder weniger herzförmiger Basis und einem unregelmäßig doppelt borstig gesägten Blattrand. Es werden 14 bis 20 Nervenpaare im Abstand von 5 Millimeter gebildet. Die Blattunterseite ist grau-grün und dicht behaart und die -oberseite ist spärlich behaart bis kahl.

### Generative Merkmale
Ostrya trichocarpa blüht von April bis Mai und die Früchte reifen von Juni bis August.
Weibliche Blütenstände sind dicht traubig und 4,5 bis 8 Zentimeter lang mit Durchmessern von 2 bis 3 Zentimetern. Die Blütenstandsachse ist dicht gelb-braun behaart. Die Tragblätter sind bei einer Länge von 1,5 bis 2,4 Zentimeter lang, 1 bis 1,5 Zentimeter breit, elliptisch, sackförmig, spitz, mit gerundeter Basis und borstigem Blattrand, häutig, netznervig und spärlich behaart.
Die Nussfrüchte sind hell-braun, 5,5 bis 9 Millimetern sowie bei einem Durchmesser von 2,5 bis 3,5 Millimetern verkehrt-eiförmig, undeutlich gerippt und dicht behaart. Die Blütenhülle bleibt bis zur Fruchtreife erhalten; sie ist 1,5- bis fünfmal so lang wie das Nüsschen, dicht behaart und an der Spitze gezähnt.

## Vorkommen und Gefährdung
Dieser Endemit kommt in China im südwestlichen Teil des Autonomen Gebiets Guangxi nur in den Kreisen Jingxi sowie Napo vor. Ostrya trichocarpa gedeiht dort in subtropischen Wäldern auf Kalksteinbergen im tropischen Karst in Höhenlagen von 800 bis 1300 Metern. Sie kommt auch in Guizhou nur im Kreis Libo vor.
In der Roten Liste der gefährdeten Arten der IUCN gilt 2014 Ostrya trichocarpa als EN = Endangered = „stark gefährdet“. Es gibt nur drei Fundorte mit insgesamt etwa 100 blühfähigen Exemplaren.

## Taxonomie
Die Erstbeschreibung von Ostrya trichocarpa erfolgte 1983 durch Ding Fang und Yu Sheng Wang in A new Ostrya species from Guangxi. In: Guihaia, Band 3, S. 189. Das Artepitheton trichocarpa setzt sich aus den altgriechischen Wörtern thrix für „Haar“ und karpos für „Frucht“ zusammen und verweist damit auf die dicht behaarten Früchte.